# Oakley (California)
Oakley, fundada en 1999, es una ciudad ubicada en el condado de Contra Costa, en el estado estadounidense de California. En el año 2000, tenía una población de 33 250 habitantes y una densidad poblacional de 788.3 personas por kilómetro cuadrado.

## Geografía
Oakley se encuentra ubicada en las coordenadas 37°59′N 121°42′O / 37.983, -121.700. Según la Oficina del Censo, la ciudad tiene un área total de 32,5 km² (12,5 mi²), de la cual 32,5 km² (12,5 mi²) es tierra y 0 km² (0 mi²) (0 %) es agua.

## Demografía
Según la Oficina del Censo, en 2000 los ingresos medios por hogar en la localidad eran de $86 500.